# Monoiognosis spinosa
Monoiognosis spinosa är en insektsart som beskrevs av Nicolas Cliquennois och Brock 2004. Monoiognosis spinosa ingår i släktet Monoiognosis och familjen Phasmatidae. Inga underarter finns listade i Catalogue of Life.